# Thomas Hearns

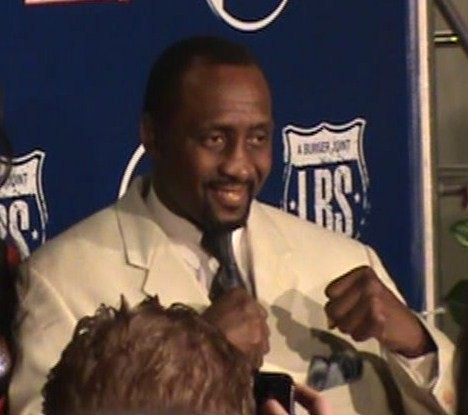
Thomas Hearns 2009.

Thomas Hearns, född 18 oktober 1958 i Memphis i Tennessee, även känd som "The Hitman", är en amerikansk före detta professionell boxare som erövrat åtta världsmästartitlar i sex viktklasser, weltervikt, lätt mellanvikt, mellanvikt, supermellanvikt , lätt tungvikt och cruiservikt. 
Thomas Hearns var en av 1980-talets stora stjärnor inom boxningen, han var känd för sin aggressivitet och för sin offensiva tekniska boxningsstil. Han var den förste boxaren i historien som vann fyra världsmästartitlar i fyra olika viktklasser. Han var även den förste att vinna fem världsmästartitlar i fem viktklasser och sex VM-titlar i sex viktklasser (från weltervikt till cruiservikt), vilket ingen annan boxare lyckats med.
Han utsågs till "Fighter of the Year" 1980 och 1984.

## Karriär
Thomas Hearns växte upp i Detroit, Michigan. Sin första VM-titel erövrade han 1980 då han besegrade WBC:s Welterviktsmästare Jose Cuevas med knock out i rond 2.
År 1981 mötte den obesegrade Hearns 33-0 (31 knock out) Sugar Ray Leonard 31-1 (21 knock out).
Hearns förlorade matchen på teknisk knockout i den 14:e ronden, trots ledning hos samtliga poängdomare. Leonard och Hearns fick tillsammans 17 miljoner dollar i gage, den dittills största summa som utbetalats i idrottshistorien.
Hearns gick vidare och erövrade 1982 WBC-titeln i lätt mellanvikt från den av Hall of Fame invalde Wilfred Benitez. Han kom att totaldominera viktklassen i 4 år.
År 1984 skulle Hearns förena världsmästartitlarna i viktklassen genom att besegra Roberto Duran med knockout i rond 2, detta kom att bli Roberto Durans enda knockoutförlust i karriären. Duran fråntogs dock sin WBA-titel så fort han steg in i ringen mot Hearns. Vid denna tidpunkt betraktades Thomas Hearns och mellanviktsmästaren Marvin Hagler, som de två bästa boxarna i världen oavsett viktklass.
Hearns bytte 1985 viktklass till mellanvikt och lämnade ifrån sig sina mästarbälten. Det efterlängtade mötet med mellanviktsmästaren Marvin Hagler kom därefter till stånd. Marvin Hagler gick segrande ur matchen med en teknisk knockout i rond 3. Hearns bröt sin högerhand i första ronden. Hagler-Hearns har i boxningsvärlden fått epitetet; "the three greatest rounds in history" och de flesta stora matcher jämförs ofta med denna drabbning.
Hearns tog de följande åren ytterligare fem världsmästartitlar:
- 1986 - världsmästare, lätt mellanvikt. (vs. Mark Medal, Las Vegas, NV, TKO 8).
- 1987 - världsmästare, mellanvikt. (vs. Juan Roldan, Las Vegas, NV, W KO 4).
- 1987 - världsmästare, lätt tungvikt. (vs. Dennis Andries, Detroit, MI, W TKO 10).
- 1988 - världsmästare, supermellanvikt. (vs. James Kinchen, Las Vegas, NV, W 12).

Hearns och Leonard möttes åter 1989. Denna gång innehade Leonard WBC-titeln i supermellanvikt och Hearns WBO:s titel i supermellanvikt. Matchen slutade oavgjord, Hearns golvade Leonard i 3:e och 11:e ronden.
Hearns blev 1991 för andra gången världsmästare i lätt tungvikt genom att besegra den dittills obesegrade WBA-mästaren Virgil Hill. Detta var Virgil Hills 11:e raka titelförsvar men Hearns dominerade matchen och vann enhälligt på poäng.
I slutet av sin karriär vann Hearns även två världsmästartitlar i cruiservikt.